# Fritto misto

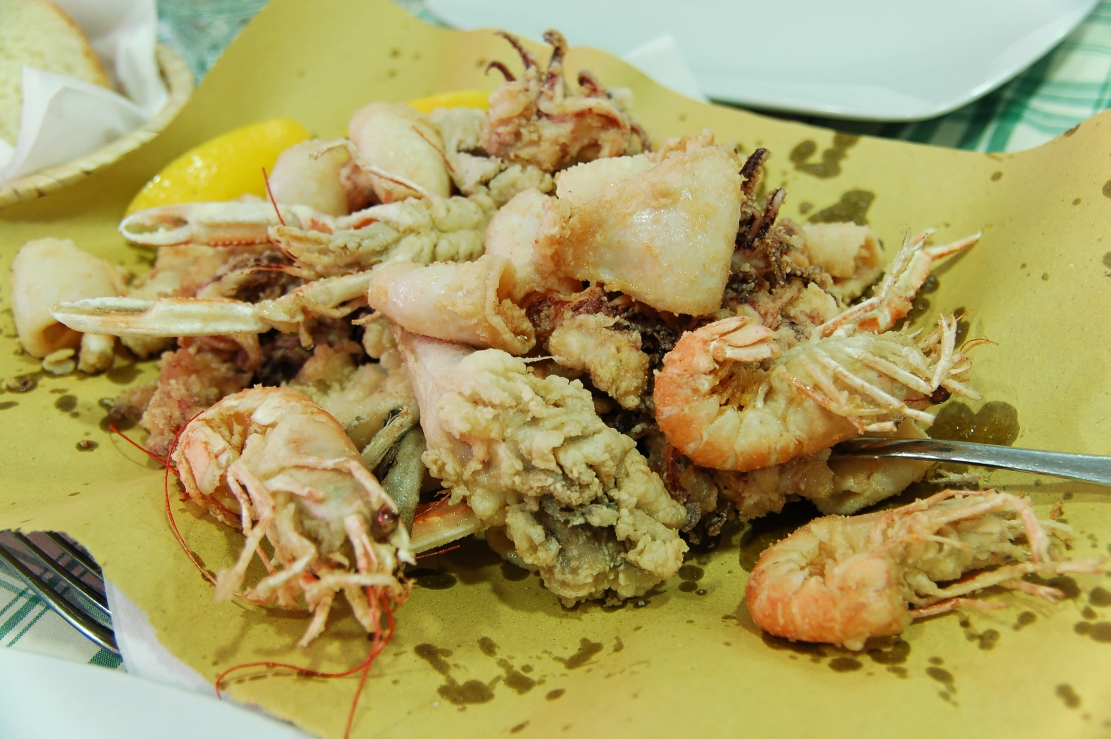
Fritto misto di pesce

Fritto misto (italienisch für „gemischtes Frittiertes“) ist ein Gericht der italienischen Küche, das keiner bestimmten Region zuzuordnen ist.
Das Gericht ist unter verschiedenen Namen überall am Mittelmeer verbreitet und wird in Spanien, Portugal, Südfrankreich und Italien leicht variiert. Durch portugiesische Missionare sei es angeblich nach Japan gelangt, wo es – angepasst an die Landesküche – als Tempura bekannt ist.

## Varianten

### Fritto misto di pesce
Für Fritto misto, an der Küste versteht man darunter meist Fritto misto di pesce, werden kleine ganze Fische wie Sardellen und junge Seebarben, Garnelen und in Ringe geschnittene kleine Tintenfische in Mehl gewälzt und kurz frittiert. Serviert wird Fritto misto di pesce mit Zitrone und Petersilie.

### Fritto misto di verdura
Fritto misto di verdura besteht aus vorgegarten Gemüsestücken von zum Beispiel Blumenkohl, Pilzen, Staudensellerie, grünen Bohnen und Zucchini, die in einen Backteig aus Mehl, Wasser und Eischnee getaucht und ebenfalls frittiert werden.

### Fritto misto di carne
Die Fritto misto di carne (gemischtes gebratenes Fleisch) umfasst verschiedene Arten von paniertem und gebratenem Fleisch. Typisch sind die cotolette (Schnitzel) und gebratene Hähnchenstücke.

### Regionale Varianten
In Rom wird Fritto misto noch heute von Straßenverkäufern angeboten, dabei handelte es sich laut der Kochbuchautorin Ada Boni früher entweder um frittiertes Gemüse oder um Innereien. Eine besondere Variante sind die stecchi in Bologna, die aus kleinen frittierten Spießen mit Kalbsbries, Geflügelleber, Zunge, Käse und Trüffel bestehen.